# (21401) Justinkovac
(21401) Justinkovac (1998 FC58) – planetoida z pasa głównego asteroid okrążająca Słońce w ciągu 3 lat i 294 dni w średniej odległości 2,44 j.a. Została odkryta 20 marca 1998 roku.